# Kawasaki KDA-2
Kawasaki KDA-2 là một loại máy bay hai tầng cánh của Nhật Bản, do kỹ sư người Đức là Richard Vogt thiết kế cho hãng Kawasaki trong thập niên 1920.

## Biến thể
KDA-2
Máy bay trinh sát hai tầng cánh Kiểu 88-I
Máy bay trinh sát hai tầng cánh Kiểu 88-II
Máy bay ném bom hạng nhẹ Kiểu 88
KDC-2

## Quốc gia sử dụng
Nhật Bản
- Không quân Lục quân Đế quốc Nhật Bản

## Tính năng kỹ chiến thuật (88-II)
Dữ liệu lấy từ Japannese Aircraft 1910-1941 The Illustrated Encyclopedia of Aircraft (Part Work 1982-1985). Orbis Publishing. tr. 2238.
Đặc điểm tổng quát
- Kíp lái: 2
- Chiều dài: 12.8 m (42 ft 0 in)
- Sải cánh: 15.00 m (49 ft 2¾ in)
- Chiều cao: 3.40 m (11 ft 2 in)
- Diện tích cánh: 48 m2 (517 ft2)
- Trọng lượng rỗng: 1.800 kg (3.968 lb)
- Trọng lượng có tải: 2.850 kg (6.283 lb)
- Powerplant: 1 × BMW VI, 447 kW (600 hp)

Hiệu suất bay
- Vận tốc cực đại: 221 km/h (137 mph)
- Thời gian bay: 6 giờ
- Trần bay: 6.200 m (20.350 ft)

Vũ khí trang bị
- 2 × súng máy 7,7 mm (0.303 in)